# Sokil Kyiv
Il Sokil Kyiv (in ucraino: Сокіл Київ; russo: Сокол Ки́ев, Sokol Kiev; italiano: Falchi Kiev) è una squadra di hockey su ghiaccio ucraina (di Kiev) che attualmente gioca nell'Extraliga bielorussa, la BXL.
Nonostante il palaghiaccio si trovi a Kiev, attualmente la squadra gioca le proprie partite casalinghe a Brovary.
Il Sokil è la più prestigiosa squadra di hockey ucraina, avendo vinto 12 campionati ucraini su 17 (a partire dal 1992).
Il club venne fondato nel 1963 come una parte della Dynamo sport e solo 10 anni dopo (nel 1973) adottò l'attuale nome. All'epoca era la seconda squadra a rappresentare la città di Kiev, in precedenza esisteva infatti la Dynamo (fondata nel 1953). Queste due squadre sono state le rappresentative ucraine più competitive ad aver preso parte al Campionato sovietico di hockey su ghiaccio.

## Palmarès
Campionati ucraini
- 12 titoli:

1994, 1996, 1997, 1998, 1999, 2003, 2004, 2005, 2006, 2008, 2009 e 2010
Eastern European Hockey League
- 2 titoli:

1998 e 1999
Danube Cup
- 2 titoli:

1968 e 1970
Tampere Cup
- 1 titolo:

1989